# Episodi di Episodes (terza stagione)
La terza stagione della serie televisiva Episodes è andata in onda negli Stati Uniti dal 12 gennaio al 16 marzo 2014 su Showtime. Nel Regno Unito è stata invece mandata in onda dal 14 maggio al 9 luglio 2014 su BBC Two.
| nº | Titolo originale | Titolo italiano | Prima TV Stati Uniti | Prima TV Italia |
| -- | ---------------- | --------------- | -------------------- | --------------- |
| 1  | Episode 1        |                 | 12 gennaio 2014      |                 |
| 2  | Episode 2        |                 | 19 gennaio 2014      |                 |
| 3  | Episode 3        |                 | 26 gennaio 2014      |                 |
| 4  | Episode 4        |                 | 2 febbraio 2014      |                 |
| 5  | Episode 5        |                 | 9 febbraio 2014      |                 |
| 6  | Episode 6        |                 | 16 febbraio 2014     |                 |
| 7  | Episode 7        |                 | 23 febbraio 2014     |                 |
| 8  | Episode 8        |                 | 9 marzo 2014         |                 |
| 9  | Episode 9        |                 | 16 marzo 2014        |                 |